# フライ・ベントス

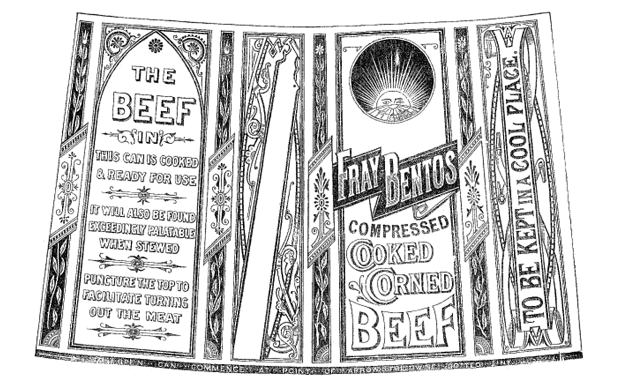
最初期の「フライ・ベントス」の商標（1881年）

フライ・ベントス（Fray Bentos, スペイン語発音: [fɾai̯ ˈbentos]）は、ウルグアイ南西部に位置するリオ・ネグロ県の県都である。ウルグアイ川に面する港は、ウルグアイ国内における重要な港湾の一つとなっている。フライ・ベントスは食肉加工産業とともに発展し、産業の中心を担ったアングロ食肉加工工場は、最盛期に50カ国以上から5,000人以上の労働者を雇い、「世界の台所」と呼ばれるまでに発展を遂げた。しかし、1964年に工場の缶詰に由来する腸チフスの大流行を招いたことと、産業構造の変化により次第に衰退し、1979年に工場は閉鎖され、その歴史的な役割を終えた。閉鎖された食肉加工工場を含むフライ・ベントスの産業遺産は、2015年に「フライ・ベントスの産業景観」の名称で世界遺産リストに登録された。21世紀に入り、フライ・ベントスに外国企業の投資による世界最大規模のパルプ工場が建設された。しかし、パルプ工場の建設をめぐるウルグアイ川の環境問題は、21世紀におけるウルグアイとアルゼンチンの最大の政治的紛争となった。

## 地理
フライ・ベントスはアルゼンチンとの国境をなすウルグアイ川に面し、アルゼンチンの首都のブエノスアイレスからほぼ真北に160キロメートル、ウルグアイの首都のモンテビデオからは北西へ309キロメートルの距離に位置している。

## 歴史
フライ・ベントスは、ビジャ・インデペンデンシア（Villa Independencia）として1859年4月16日の法令によって設立された。同様に法令によって1860年7月7日にリオ・ネグロ県の県都となり、1900年7月16日に市へと昇格した。現在の名称のフライ・ベントスは、隠遁した司祭の名に由来する「修道士ベネディクト」を意味している。1997年10月10日には、フライ・ベントスの空港にダイバートを試みたものの墜落し、69名の乗客と5名の乗務員の計74名が死亡したアウストラル航空2553便墜落事故が発生した。

### 食肉加工産業の発展
歴史的にフライ・ベントスは食肉加工産業を主産業としてきた。1847年にドイツの化学者のユストゥス・フォン・リービッヒが、高価であった本物の肉を買う余裕のない人々のために安価で栄養価の高い肉の代替品を供給することを目的として、「リービッヒ肉エキス」と呼ばれる濃縮牛肉エキスを開発した。その後、1862年にドイツ人技師のゲオルク・クリスティアン・ジーベルトが肉エキス生産の産業化を目指し、リービッヒの同意と起業家および牧場経営者の支援を得て、Societé de Fray Bentos Giebert & Cie., を設立し、フライ・ベントスに肉エキス生産の試験工場を建設した:223–227。1864年末までに、12,000英ポンドに相当する50,000ポンドの量の肉エキスが輸出および販売された。1865年にはリービッヒ肉エキス会社（Liebig Extract of Meat Company, LEMCOの略称で知られる）がイギリスで設立され、後に「オキソ」（Oxo）の名称で販売されることになる牛肉エキス製品の製造を行った。
工場の製品は非常に人気を博し、ヨーロッパの中流階級の家庭における定番商品となった。1860年代後半までに、ロンドンのセント・トーマス病院は、年間12,000ポットの消化の容易な肉エキスを使用したと伝えられている。1875年までに、毎年500トンの肉エキスがフライ・ベントスの工場で生産されていた。また、貯蔵安定性、輸送のしやすさ、そして使い勝手の良さから南北戦争中の兵士に推奨され、第二次世界大戦の時点においても連合軍によって使用されていた。
1873年に工場はコンビーフの缶詰の生産を開始し、「フライ・ベントス」の名称で販売された。「フライ・ベントス」は1881年にリービッヒ肉エキス会社によって商標登録された。「フライ・ベントス」のコンビーフは、労働者階級の市場をターゲットとしていた。缶の重量はわずかに1ポンドで持ち運びが容易であったため、軍隊の食料としても理想的であった。アフリカではボーア戦争の勃発に伴い、南アフリカのイギリス軍にコンビーフを供給することによって同社の利益は大幅に増加した。また、「フライ・ベントス」のコンビーフは第一次世界大戦の軍隊にも供給された。その人気は非常に高く、「フライ・ベントス」という用語は兵士によって「Good」という意味のスラングとして使用されていた。パッシェンデールの戦いで投入されたイギリス軍の初期の戦車の1つには、乗り込んでいる人が缶詰の肉のようであったことから「フライ・ベントス」というニックネームが付けられていた。さらに同社は冷凍設備を導入し、最終的に冷凍および冷蔵された生肉の生産と輸出をすることが可能となった。世界中に出荷され、加工された食品の量により、フライ・ベントスの町は「世界の台所」と呼ばれるようになった。
1924年にリービッヒ肉エキス会社は「フライ・ベントス」の商標と共にヴェスティ・グループに買収され、「アングロ食肉加工工場」の名でも知られる、Frigorífico Anglo del Uruguay に改名された。

### 食肉加工産業の全盛期と衰退

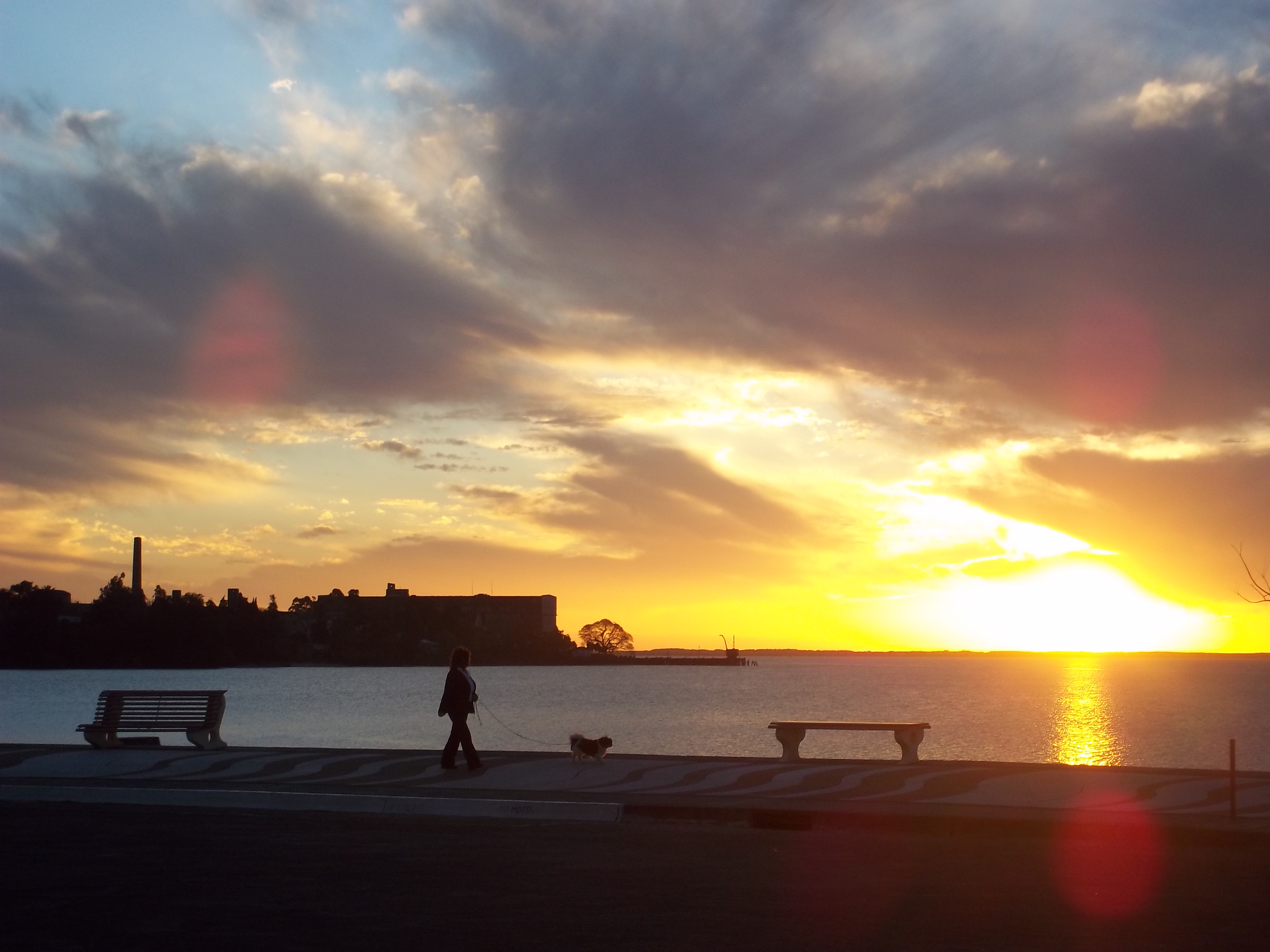
ウルグアイ川に面する旧アングロ食肉加工工場

「フライ・ベントス」の需要は第二次世界大戦の期間が最盛期であった。連合国への肉の供給者として、「フライ・ベントス」のコンビーフ缶は1943年だけで1,600万缶以上がヨーロッパへ出荷された。フライ・ベントスのアングロ食肉加工工場は、その全盛期に50か国以上から5,000人以上の労働者を雇い、1時間に400頭の牛を処理した。当時の「フライ・ベントス」に対する需要の結果、ウルグアイの通貨はアメリカ・ドルよりも高い価値となった。
第二次世界大戦直後の数年間、「フライ・ベントス」の製品はイギリスにおいて不可欠な食料品であった。製品の範囲はステーキ・アンド・キドニー・パイの缶詰、および牛挽き肉や玉ねぎなどに拡大された。1958年にヴェスティ・グループはイギリスで「フライ・ベントス」ブランドのパイの製造を開始した。しかし、1964年に南米から輸入された「フライ・ベントス」のコンビーフの缶詰に由来する腸チフスの大流行がアバディーンで発生し（1964年のアバディーンにおける腸チフスの大流行を参照）、コンビーフのブランドへの著しい損害を招いた。その後の調査により、工場の缶詰の製造工程で使用された冷却水が継続して塩素消毒されていなかったことが明らかとなった。一方ではイギリスの共同市場への参入が食肉市場の貿易形態に悪影響を与えていた。これらの要因が組み合わさることによって販売に深刻な影響が及ぶようになり、1971年には工場と関連施設がウルグアイ政府に売却された。工場の稼働状況は二度と回復することはなく、生産は1979年に完全に停止し、地域の住民に深刻な打撃を与えた。
その後、2008年にブラジルの食品加工会社であるマルフリグ・グローバル・フーズがフライ・ベントスに食肉加工工場を建設し、以前のアングロ食肉加工工場より小規模ではあるものの、イギリスとアメリカ向けにコンビーフの生産を再開した。また、2011年4月には、東日本大震災の支援物資として、4,600缶（1,500キログラム）のコンビーフがフライ・ベントスから日本へ送られた。

### 「フライ・ベントス」の商標権の変遷
ヴェスティ・グループは1968年にアングロ食肉加工工場をブルックボンドに売却し、ブルックボンド・リービッヒの名称で合併会社が設立された。ブルックボンド・リービッヒは1984年にユニリーバに買収され、1993年にはキャンベル・スープ・カンパニーがユニリーバのブルックボンド部門から「フライ・ベントス」の商標権を買い取った。「フライ・ベントス」の商標権は、その後キャンベル・スープ・カンパニーからプレミア・フーズ、プリンセス・グループへと移り、最終的に2011年にスコットランドの食品製造会社のバクスターズが商標権を取得した。2013年1月までにバクスターズは「フライ・ベントス」の生産ラインをフォシャバーズの工場へ移設し、初期の生産量として1週間あたり67,000缶のパイの缶詰を生産した。

### ウルグアイ川パルプ工場事件

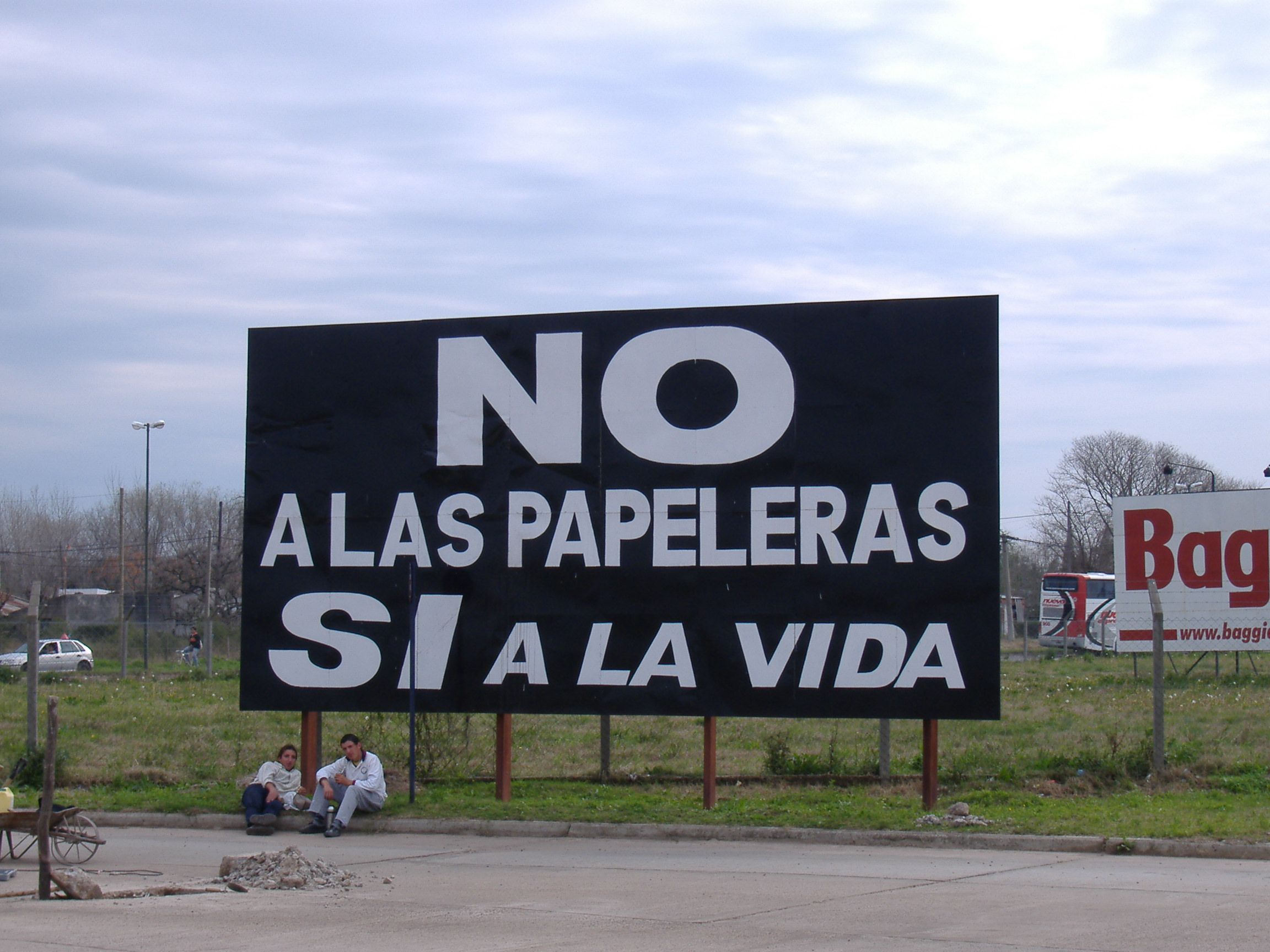
グアレグアイチュのパルプ工場建設への抗議の看板

2003年にスペインの製紙会社のENCEが、ウルグアイ政府よりフライ・ベントスにパルプ工場を建設する許可を得た。また、2年後の2005年にはフィンランドの製紙会社であるボトニアが、同じくフライ・ベントスにおける自社工場の建設の許可を受けた。これらの二つの工場はウルグアイの歴史上最大の外国企業による投資であり、ボトニアの総工費12億ドルの工場だけで2,500人の直接および間接雇用を生み出し、国内総生産の2％を占める規模であった。しかし、工場建設予定地が川に隣接し、大気汚染や水質汚染への影響が懸念されたことから、工場建設の承認が発表されたわずか2か月後の2005年4月30日に、ウルグアイ川の対岸に位置するアルゼンチンのエントレ・リオス州グアレグアイチュの環境協議会によって組織された約10,000人のデモ隊が、グアレグアイチュとフライ・ベントスを結ぶリベルタドール・ヘネラル・サン・マルティン橋に集結した。
ウルグアイ政府とアルゼンチン政府は、1975年にウルグアイ川の河川利用制度を定めたウルグアイ川協定を締結していた。アルゼンチン政府は環境汚染の問題に加えてウルグアイ政府が協定に基づく工場建設の許可を求めていなかったと主張した。一方ウルグアイ当局は、協定は許可の取得ではなく相手側への適切な情報の提供を要求しているに過ぎず、対話と通知がアルゼンチン側の異議なく行われたと反論した。さらに、パルプ工場で使用される技術はアルゼンチン側が主張する範囲における川の汚染の回避が可能であると主張した。

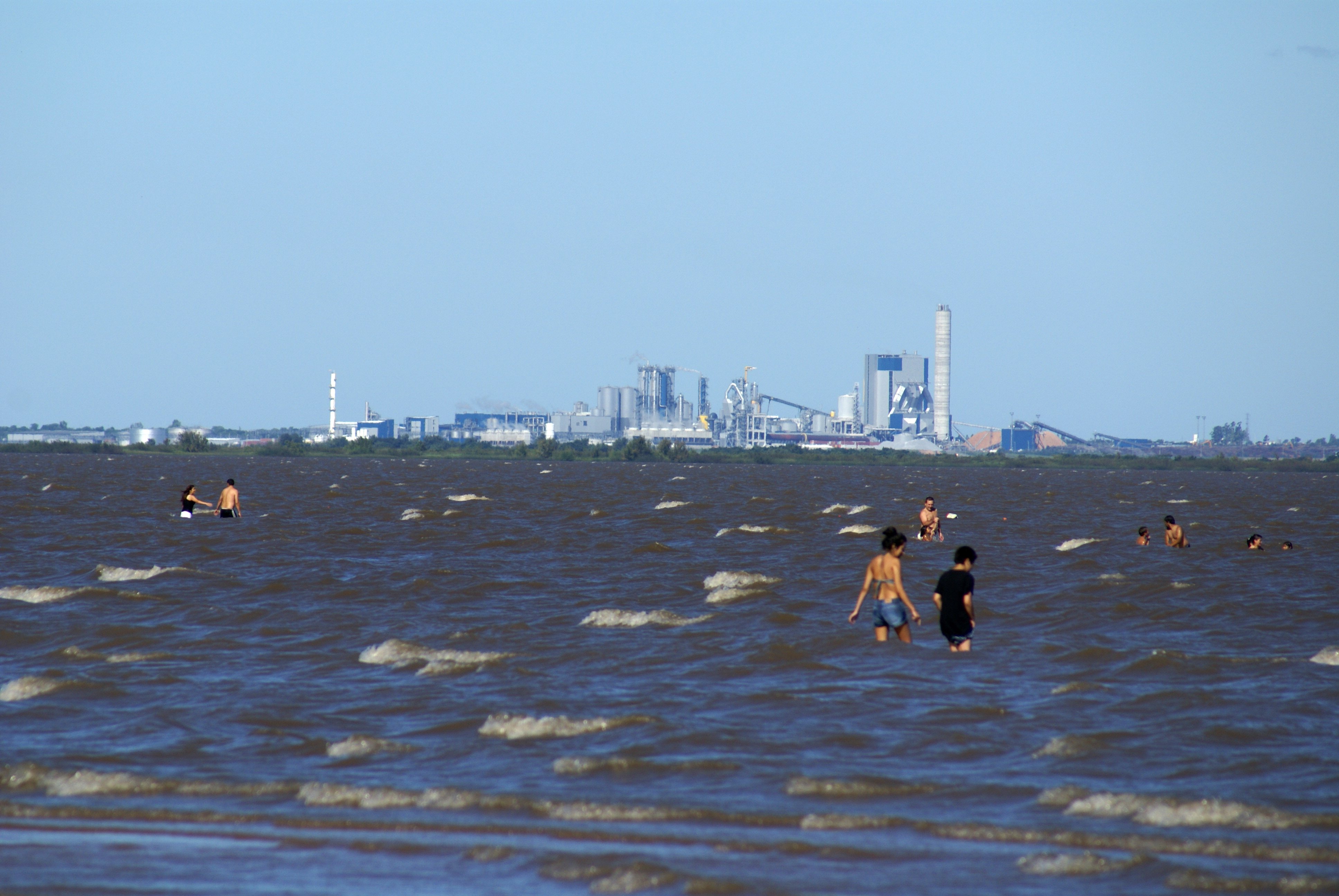
アルゼンチン側から眺めるボトニアのパルプ工場

アルゼンチン政府は2006年5月4日にパルプ工場建設の中断を求める仮保全処置を国際司法裁判所（ICJ）へ要請したものの、同年7月13日にICJは要請を退ける決定を下した。国境の橋の封鎖を含む抗議活動は断続的に継続し、同年9月21日にENCEはフライ・ベントスへの工場の建設を断念することを表明した。その後、同社は同年12月13日に250キロメートル南方へ建設予定地を移すことを発表した。しかし、ボトニアは工場の建設を続行したため、同年11月3日にグアレグアイチュの環境協議会は新たに国境の橋の封鎖を行うことを決定した。同月の後半にスペインのフアン・カルロス国王の仲裁により両国間の交渉再開の場を設けることで合意したものの、両国は交渉の場において妥協することを拒否したために交渉は頓挫した。両国はフアン・カルロス国王に陳謝し、両国間で協議を継続することを約束した。
ウルグアイ政府は同年11月29日に国境封鎖の解除を求める仮保全処置をICJへ要請した。しかし、ICJは2007年1月23日にウルグアイ政府の要請を退けた。その後、同年11月9日にウルグアイ政府はボトニアのパルプ工場へ操業開始の許可を与えた。2010年4月20日、最終的にICJはウルグアイ側の工場建設に関するウルグアイ川協定に基づく手続義務に違反があったことを認める一方、環境保護規程の違反と工場撤去に関するアルゼンチン側の主張を退ける判決を下した。両国の大統領はICJの判決を受け入れ、パルプ工場の環境に対する影響に関してウルグアイ川行政委員会を通してモニタリング調査を行うことで合意し、同年6月2日にウルグアイ川の水質の監視および管理の責任について定める二国間の文書を作成することで合意した。また、同年8月30日には両国の外務大臣がパルプ工場をめぐる紛争の終結に関する合意文書に署名した。

## 人口
フライ・ベントスの人口変動は以下の通りである。2011年における人口は24,406人であった。
| 年   | 人口   |
| ---- | ------ |
| 1908 | 7,359  |
| 1963 | 17,094 |
| 1975 | 19,407 |
| 1985 | 19,862 |
| 1996 | 21,959 |
| 2004 | 23,122 |
| 2011 | 24,406 |

## フライ・ベントス出身の著名人
- ルイス・アルベルト・ソラーリ（英語版）（1918年 - 1993年）- 画家・彫刻家
- フアン・マヌエル・テヌータ（英語版）（1924年 - 2013年）- 俳優
- フアン・ホセ・ティモン（英語版）（1937年 - 2001年）- サイクリスト
- ワルテル・ペジェッティ（英語版）（1966年 - ）- サッカー選手
- フェデリコ・エルドゥアジェン（1977年 - ）- サッカー選手
- ガストン・ラミレス（1990年 - ）- サッカー選手
- ルーカス・トレイラ（1996年 - ）- サッカー選手

## 世界遺産

### 登録の経緯
1979年に食肉加工工場が閉鎖された後、ウルグアイ政府は1987年に旧アングロ食肉加工工場と従業員の居住区域が存在したバリオ・アングロ地区を国定史跡に指定した。また、2005年3月17日にはフライ・ベントスの自治体によって、閉鎖された工場設備内に「産業革命博物館」（Museo de la Revolución Industrial）が開設された。
国定史跡をユネスコの世界遺産に推薦する構想は、2006年に国際産業遺産保存委員会（TICCIH）の会長であるエウセビ・カサネリェスがフライ・ベントスを訪れ、史跡内の建築物の良好な保存状態を確認した際に提起された。その後間もなくTICCIHの担当者がウルグアイの当局者とともに世界遺産への登録の可能性の調査を開始し、2010年2月1日には世界遺産の暫定リストに登録された。国際記念物遺跡会議（ICOMOS）は、19世紀から20世紀にかけて55カ国以上の移民労働者がもたらした社会、文化および経済面における国際的な影響と、世界規模に及ぶ食肉生産プロセスの理解を促す産業景観を評価して、2015年の第39回世界遺産委員会において「登録」を勧告し、審議では勧告通りに登録が認められた。

### 登録基準
この世界遺産は世界遺産登録基準のうち、以下の条件を満たし、登録された（以下の基準は世界遺産センター公表の登録基準からの翻訳、引用である）。
- (2) ある期間を通じてまたはある文化圏において、建築、技術、記念碑的芸術、都市計画、景観デザインの発展に関し、人類の価値の重要な交流を示すもの。
- (4) 人類の歴史上重要な時代を例証する建築様式、建築物群、技術の集積または景観の優れた例。